# Meta Schoepp

Meta Schoepp 1911

Meta Schoepp (* 10. Mai 1868 in Düsseldorf; † 12. Mai 1939 in Waren an der Müritz) war eine deutsche Schriftstellerin. Sie verfasste vierzehn Romane und vier Erzählungen. Ihre Bücher behandeln mehrfach die Themen Helgoland, Marine und Lebensverhältnisse im Kaiserreich und der Weimarer Republik.
Ihre Romane erreichten in der Regel mehrere Auflagen.

## Leben
1872 zog Meta Schoepp mit ihrer Familie von Düsseldorf nach Österreich. Möglicherweise zog sie 1890 nach Berlin und studierte dort. 1897 heiratete sie Dr. Friedrich Zimmermann auf Helgoland und zog zu ihm nach Königs Wusterhausen. Zimmermann war bis 1880 Badearzt auf Helgoland gewesen. 1899 wurde der Sohn Fritz geboren. 1912 hielt sie sich in Hamburg auf. 1916 starb ihr Ehemann. 1919 heiratete sie den Major a. D. Franz Xaver Leo und zog nach Berlin-Lichterfelde. Die Ehe wurde später geschieden.
Im April 1923 reiste Meta Schoepp in die USA. In New York veröffentlichte sie den englischsprachigen Roman Scrapped. Anfang der 1930er-Jahre kehrte sie nach Deutschland zurück und wohnte in Hamburg. Im Dritten Reich wurde sie von den Nationalsozialisten als „Halbjüdin“ eingeordnet und mit Schreibverbot belegt. Im Sommer 1938 wurde ihr eine eingeschränkte „Sondergenehmigung nur als Marineschriftstellerin“ erteilt. 1939 starb sie durch Suizid.

## Werke (Auswahl)
- Auf roter Erde (1903, Schuster & Loeffler)
- Los von Berlin! (1903)
- Couleur. Humoristischer Roman (1904, Schuster & Loeffler). (Digitalisat, Neuauflage 2019, ISBN 978-3-8478-3472-4)
- Die Leute auf Bödöla (1908, F.Fontane & Co.)
- Mein Junge und ich (1910). (Digitalisat)
- Skepp uhn Strunn (1912, F.Fontane & Co),  Neuauflage unter dem Titel „Schiff auf Strand – Ein Helgoländer Roman“ (1919, Verlag August Scherl), div. Neuauflage bis 2009
- Blockade (1915, Verlag Ullstein & Co)
- Der Herr auf Silberberg (1917, Verlag Ullstein & Co). (Digitalisat)
- Besitzergreifung Helgolands durch die Engländer 1807. In: Die Heimat. Bd. 27 (1917), Heft 5, Mai 1917, S. 100–102 (Digitalisat).
- Millionensegen (1920, Verlag August Scherl), 1922 verfilmt als „Das Testament des Ive Sievers“ mit Hans Albers in der Hauptrolle, Nachauflage 1944 als Millionensegen nach Vineta, Neuauflage 2007 Millionensegen, Husum Druck- und Verlagsgesellschaft, ISBN 978-3-89876-305-9
- Scrapped (1929, Covici-Friede), ins Englische übersetzt von Louise Tausig, nicht auf Deutsch erschienen
- Benjamin Raule – Der Roman der Gründung der kurbrandenburgischen Marine (1934, Verlagsbuchhandlung Broschek)
- Der sterbende Kurfürst (), wegen Schreibverbot zunächst nicht veröffentlicht
- Danckelmann und die Teufelin von Berlin (1944, R. Kämmerer), wegen Schreibverbot zunächst nicht veröffentlicht